# Amore amor/Sleeping
Amore amore/Sleeping è un 45 giri della cantante italiana Iva Zanicchi, pubblicato nell'aprile 1968.

## Tracce
Lato A
- Amore amor - (Paolo Ferrara)

Lato B
- Sleeping - (Pallavicini-Conte)